# Solenopsis fugax
Solenopsis fugax é uma espécie de insetos himenópteros, mais especificamente de formigas pertencente à família Formicidae.
A autoridade científica da espécie é Latreille, tendo sido descrita no ano de 1798.
Trata-se de uma espécie presente no território português.